# Dead Space (jeu vidéo, 2011)
Pour les articles homonymes, voir Dead Space.
Dead Space est un jeu mobile de science-fiction et de survival horror de 2011 développé par la société australienne IronMonkey Studios et publié par Electronic Arts pour iOS, BlackBerry Tablet OS, Xperia Play, Android et BlackBerry 10. Le jeu devait également sortir sur Windows Phone 8 dans le cadre d'un accord avec Nokia qui prévoyait la sortie de plusieurs jeux EA en exclusivité sur les Windows Phones de marque Nokia, mais il a été annulé avant sa sortie.
Dans la série Dead Space, le jeu se déroule après les événements du Dead Space original et avant ceux de Dead Space 2. Il montre comment l'épidémie de Necromorph s'est propagée du gouvernement aux secteurs publics. 

## Gameplay
Le gameplay est similaire à celui du jeu original Dead Space, la plupart des changements étant centrés sur l'adaptation du jeu aux commandes de l'écran tactile. Les joueurs font glisser leurs pouces de part et d'autre de l'écran pour simuler le schéma de mouvement analogique double de l'original ; le mouvement à gauche de l'écran déplace le personnage, le mouvement à droite déplace la caméra. Les joueurs inclinent l'appareil pour faire pivoter l'alignement de l'arme. Les joueurs peuvent se déplacer et explorer librement, interagir avec les objets, collecter des objets et de l'argent, et acheter des améliorations de la même manière que dans le jeu original. Pour recharger, le joueur touche l'arme, et des glissements contextuels vers le haut ou le bas sont parfois nécessaires. Pour tirer, le joueur touche l'écran pour viser, et touche à nouveau l'écran pour tirer.
La version Xperia Play a des commandes légèrement différentes dans la mesure où elle utilise la tablette de jeu coulissante, avec des commandes de type "touch-pad", les gâchettes gauche et droite étant utilisées respectivement pour viser et tirer. 

## Intrigue
Dans Dead Space, le joueur contrôle "Vandal", un unitologue récemment converti en mission dans les mines de la station Titan, en orbite autour de Saturne. Vandal est chargé, par le biais d'un casque, de détruire une série de boîtiers électriques, coupant ainsi les communications avec certaines parties de la station. Après l'avoir fait, Vandal est attaqué par un groupe de Nécromorphes et est forcé de fuir vers un système de tramway. En chemin, la responsable de l'Unitologie, Daina Le Guin, explique à Vandal que la destruction des boîtiers d'alimentation a libéré une infestation de Nécromorphes dans la station et que la mort de Vandal, ainsi que celle de tous les mineurs, sera un événement glorieux. Dégoûté, Vandal décide de révéler les plans des Unitologues au gouvernement. Pendant ce temps, le directeur de la station, Hans Tiedemann, contacte Vandal et ordonne la restauration de tous les sceaux de quarantaine. Après avoir fait cela, Vandal est contacté par Tyler Radikov, un contact Unitologue, qui jure que Le Guin l'a également dupé et qu'il n'avait aucune idée de la véritable mission de Vandal. Radikov promet de guider Vandal dans son évasion.
Sous la direction de Tiedemann et Radikov, Vandal entreprend de verrouiller les portes du Secteur Public. Radikov dit que pour ce faire, Vandal doit couper l'alimentation des scellés, car cela déclenchera l'activation de tous les scellés d'urgence. Vandal s'exécute, mais découvre que Radikov a menti, et qu'il a en fait fourni des instructions qui entraînent l'ouverture de toutes les portes du Secteur Public, laissant la section sans aucune défense contre les Nécromorphes. Un Tiedemann furieux demande à Vandal d'essayer d'éteindre le noyau de la station, car il est en surchauffe et risque de détruire toute la station.
Lorsque Vandal atteint le noyau, il apparaît qu'un grand Nécromorphe est en train de l'"étouffer". Vandal vainc la créature, mais tombe dans le noyau avec elle. Un Vandal gravement blessé parvient à ramper hors du noyau, et il est alors révélé que Vandal est une femme nommée Karrie Norton. Elle tente d'appeler le directeur Tiedemann à l'aide par radio et laisse un journal audio relatant ce qui s'est passé. À la fin du jeu, Radikov annonce à Le Guin que l'épidémie de Necromorph a été un succès. De retour au noyau, une traînée de sang s'éloigne de l'écran, et seul le casque de Vandal subsiste ; son sort est inconnu.